# إليني كاريندرو
إليني كاريندرو (باليونانية: Ελένη Καραΐνδρου)‏ هي ملحنة يونانية اشتهرت بتلحين أفلام المخرج اليوناني العظيم ثيو أنجيلوبولوس. في عام 1974 عادت إلى أثينا حيث أسست مختبراً للآلات التقليدية وتعاونت مع قسم الموسيقى العرقية في شركة الإذاعة الوطنية اليونانية. في عام 1976، اكتشفت سجلات ECM، وأعربت عن تقديرها للحرية الإبداعية التي تقدمها العلامة التجارية. كانت هذه فترة إنتاجية عالية لها؛ كما تعرفت على موسيقى المسرح والسينما.  صرحت كاريندرو أن أسلوبها الشخصي ظهر في العمل على الموسيقى التصويرية وأن العلاقة بين الصور والحركات خلقت مساحة جديدة لها للتعبير عن المشاعر.
صدر ألبومها الصوتي الأول في عام 1979 لفيلم تجول للمخرج كريستوفوروس كريستوفيس. في عام 1982 فازت بجائزة في مهرجان سالونيك السينمائي الدولي وكان لاحظت من قبل ثيو انجيلوبولوس، الذي كان يشغل منصب رئيس لجنة التحكيم. تعاونت كاريندرو مع المخرج اليوناني في آخر ثمانية أفلام له، من عام 1984 إلى عام 2008.
بحلول عام 2008، قامت بتأليف الموسيقى لـ 18 فيلمًا طويلًا  بين المخرجين السينمائيين الذين عملت معهم كريس ماركر، وجولز داسين، ومارجريت فون تروتا. في عام 1992 حصلت على جائزة بريميو فيليني. وفي الآونة الأخيرة، ظهرت مؤلفاتها "Elegy for Rosa" و "Refugee's Theme" بشكل بارز في فيلم ماد ماكس: فيوري رود لعام 2015.
في 9 نوفمبر 201، كانت مؤلفاتها جزءًا من الحفل الموسيقي «موسيقى وأغاني لأفلام ثيو أنجيلوبولوس»، الذي شارك في تنظيمه مهرجان سالونيك السينمائي الدولي الثالث والخمسون وأوركسترا ولاية سالونيك السيمفونية في سياق التكريم الذي استضافته مهرجان للمخرج اليوناني. وتلحن حاليا ً فيلم The Way of the Wind 2021 للمخرج الأمريكي ترينس مالك.

## روابط خارجية
إليني كاريندرو على imdb